# انجمن موزه اروپا
انجمن موزه اروپا (به انگلیسی: European Museum Forum) یک سازمان مرتبط با موزه است که توسط شورای اروپا اداره میشود. این یک موسسه خیریه مستقل و غیرانتفاعی است که در بریتانیا ثبت شده و در سال ۱۹۷۷ تأسیس شده است.

انجمن موزه اروپا به صورت سالانه جایزه موزه سال اروپا را سازماندهی می‌کند که از سال ۱۹۷۷ به راه افتاده است.